# Karl Dörge

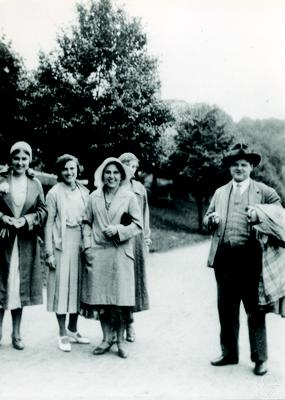
Ca. 1930

Otto Martin Karl Dörge (* 5. November 1899 in Müllerdorf bei Halle; † 16. Juni 1975 in Bensberg) war ein deutscher Mathematiker mit dem Forschungsschwerpunkt Algebra.

## Leben
Dörge erhielt Privatunterricht bis zu seinem 13. Lebensjahr, u. a. von seinem Vater, einem Pfarrer in Müllerdorf (später in Seyda). 1915 legte er das Notabitur in Torgau ab und wurde Soldat im Ersten Weltkrieg (Leutnant, Eisernes Kreuz I. und II. Klasse).
1919 begann Dörge das Studium der Mathematik und Physik in Berlin an der Friedrich-Wilhelms-Universität (seit 1949 Humboldt-Universität), Mathematik bei Issai Schur, Richard von Mises, Erhard Schmidt und Ludwig Bieberbach, Physik bei Albert Einstein, Max Planck und Heinrich Rubens. 1925 promovierte er bei Issai Schur mit der (nur 15 Seiten umfassenden) Arbeit Über die ganzen rationalen Lösungspaare von algebraischen Gleichungen in zwei Variablen.
Dörge wurde 1926 habilitiert, 1932 außerordentlicher und 1936 ordentlicher Professor an der Universität zu Köln. Sein Forschungsschwerpunkt war Algebra. Er stand in der Tradition David Hilberts und Emmy Noethers, mit der er korrespondierte. In seiner letzten Schaffensperiode befasste er sich mit Universeller Algebra (Strukturen mit beliebig vielen beliebigstelligen Operationen). Er wurde 1968 emeritiert.
Dörge war passionierter Kunstsammler. In seiner Sammlung befand sich eine zeitgenössische Kopie von Annibale Carraccis mystischer Vermählung der Heiligen Katharina (um 1600). Er sammelte auch Werke der klassischen modernen Kunst (z. B. Joan Miró).
Zu Dörges Schülern zählten u. a. der Topologe Klaus Wagner, Initiator der Kölner graphentheoretischen Schule, und der Algebraiker Bruno Bosbach.

## Aufsätze (chronologisch)
- Ein Beitrag zur Theorie der diophantischen Gleichungen mit zwei Unbekannten, Math. Zeitschrift 24, 1925 (eine straffe Fassung der Dissertation), sowie seine Dissertation hier
- Zum Hilbertschen Irreduzibilitätssatz, Math. Annalen Bd.95, 1925
- Über die Seltenheit der reduziblen Polynome und der Normalgleichungen, Math. Annalen Bd.95, 1925
- Einfacher Beweis des Hilbertschen Irreduzibilitätssatzes, Math. Annalen Bd.96, 1926
- Über den Fundamentalsatz der Algebra, Sitzungsberichte der Preußischen Akademie der Wissenschaften, 1928
- Bemerkung zum Hilbertschen Irreduzibilitätssatz, Math. Annalen Bd.102, 1929
- Zur Verteilung der quadratischen Reste, Jahresbericht der Deutschen Mathematiker-Vereinigung, Bd. 38, 1929
- Über die Reduzibilität von Polynomen im Körper der reellen Zahlen, Math. Annalen Bd.102, 1930
- Zu der von R. von Mises gegebenen Begründung der Wahrscheinlichkeitsrechnung (erste Mitteilung: Theorie des Glücksspiels), Math. Zeitschrift Bd.32, 1930
- Eine Axiomatisierung der von Misesschen Wahrscheinlichkeitstheorie, Jahresbericht der Deutschen Mathematiker-Vereinigung, Bd. 43, 1933
- Zu der von R. von Mises gegebenen Begründung der Wahrscheinlichkeitsrechnung (zweite Mitteilung: Allgemeine Wahrscheinlichkeitstheorie), Math. Zeitschrift Bd.40, 1935
- Beweis des Reziprozitätsgesetzes für quadratische Reste, Math. Annalen 118, 1941/1943
- Bemerkung über Elimination in beliebigen Mengen mit Operationen (Erhard Schmidt zum 75. Geburtstag), Math. Nachrichten, Band 4, 1950
- Entscheidung des algebraischen Charakters von Potenzreihen mit algebraischen Koeffizienten auf Grund ihres Wertevorrats Math. Annalen Bd.122, 1950/1951
- Bemerkung über die Grundbegriffe der Infinitesimalrechnung, Math. Annalen 123, 1951 (zusammen mit Klaus Wagner)
- Abschätzung der Anzahl der reduziblen Polynome, Math. Annalen 160, 1965
- Über die Lösbarkeit allgemeiner algebraischer Gleichungssysteme und einige weitere Fragen, Math. Annalen 171, 1967
- Abschließung in Klassen strukturierter Mengen, Math. Annalen 187, 1970 (zusammen mit Heinz Adolf Jung)

## Lehrbücher
- Wahrscheinlichkeitsrechnung für Nichtmathematiker (Ko-Autor Hans Klein), Verlag Walter de Gruyter, Berlin 1939 (2. Auflage 1947)
- Differential- und Integralrechnung, Teil I, Ferdinand Dümmlers Verlag, Bonn 1948